# Luke Northmore
Pas d'image ? Cliquez ici

a Compétitions nationales et continentales officielles uniquement.

b Matchs officiels uniquement.
Dernière mise à jour le 21 juillet 2025.
Luke Northmore, né le 16 mars 1997 à Plymouth (Angleterre), est un joueur international anglais de rugby à XV évoluant au poste de centre avec les Harlequins en Premiership.

## Biographie
Luke Northmore commence la pratique du rugby à XV à l'âge de quinze ans, jouant pour le club local du Tavistock RFC, avant de représenter le club de la Cardiff Met University (en). Inspiré par le parcours d'Alex Dombrandt, qui aussi a étudié dans le même établissement, il signe pour le club des Harlequins en amont de la saison 2019-2020, durant laquelle il fait ses débuts depuis le banc en Coupe d'Angleterre contre les Saracens. Après une absence liée à une blessure, il dispute ses deux premières rencontres de Coupe d'Europe face à Bath Rugby et l'ASM Clermont, club contre lequel il marque son premier essai.
La saison suivante, il est sur le banc des remplaçants lors de la finale du Championnat d'Angleterre qui s'achève avec la victoire des Harlequins contre les Exeter Chiefs (40-38).
Au début de la saison 2021-2022, il cumule un total de huit essais en sept rencontres. Puis, au cours de la saison, il fait partie des joueurs retenus par Eddie Jones dans le groupe de l'Angleterre pour le Tournoi des Six Nations 2022.
Toutefois, il doit attendre le mois de juillet 2025 pour connaître sa première cape internationale avec le XV de la Rose, contre l'équipe d'Argentine.

## Palmarès
- Vainqueur du Championnat d'Angleterre en 2021 avec les Harlequins.